# Ruta Provincial 456 (San Juan)
La Ruta Provincial 456 es una carretera argentina, que se encuentra en el centro norte de la Provincia de San Juan. Cuyo recorrido es de 29 kilómetros, teniendo como extremas la ciudad de San José de Jáchal y el paraje Huerta de Huachi, en el departamento Jáchal. 
Esta ruta circula de norte a sur. Conecta la localidad San José de Jáchal con la localidad agrícola de Villa Mercedes, y con el resto de la zona norte del Valle de Jáchal, donde recibe el nombre de "calle Eugenio Flores"

## Recorrido
La ruta comienza en San José de Jáchal, en el empalme con la Ruta Nacional 150, lugo atraviesa el río Jáchal, mediante un puente, cuyo estado es bueno. Para luego atravesar un paisaje completamente cultivado, con plantaciones de hortalizas, principalmente de cebolla. Con una baja densidad de población, cuyo modo de vida es principalmente rural. En áreas se encuentra frondosamente arbolada por eucaliptus y otras especies arbóreas, que son irrigados mediante una red de canales, cuyo uso principal es agrícola, debido a las escasas precipitaciones que presenta dicha región. La segunda localidad es Villa Mercedes, un asentamiento ubicado en forma lineal a los costados de dicha ruta. Luego sale del Valle de Jáchal, para entrar a un espacio completamente desértico de escasa vegetación e ingresar por una quebrada, hasta el paraje turístico de Huerta de Huachi, donde existe un camping en reparación con pileta de natación, también se puede visitar antigua capilla de Nuestra Señora del Carmen. Es un sitio ideal para la práctica de trekking.
Departamento Jáchal
- San José de Jáchal kilómetro 0
- Villa Mercedes km 14
- Huerta Huchi km 29

- Datos: Q6114311